# ريتشارد س. لورد
ريتشارد س. لورد (بالإنجليزية: Richard C. Lord)‏ هو فيزيائي أمريكي، ولد في 10 أكتوبر 1910 في لويفيل في الولايات المتحدة، وتوفي في 29 أبريل 1989 في ميلتون في الولايات المتحدة.